# Référendum de 1967 sur la souveraineté de Gibraltar
Un référendum de souveraineté est organisé à Gibraltar le 10 septembre 1967. Les Gibraltariens sont appelés à se prononcer quant à leur souhait de passer sous la souveraineté espagnole, tout en gardant leur nationalité britannique et avec un statut spécial pour Gibraltar à l'intérieur de l'Espagne, ou bien rester sous la souveraineté britannique, avec un statut de semi-autonomie.

## Vue d'ensemble
À la suite de la résolution 2070 de l'Assemblée générale des Nations unies, approuvée le 16 décembre 1965, les gouvernements espagnol et britannique entament des pourparlers sur Gibraltar au cours de l'année 1966. Le 18 mai 1966, le ministre espagnol des Affaires Étrangères, Fernando Castiella fait une proposition officielle au gouvernement britannique qui comprend les trois clauses suivantes, :
1. l'annulation du traité d'Utrecht et le retour de Gibraltar à l'Espagne ;
2. la présence de la base britannique de Gibraltar, son utilisation étant l'objet d'un accord spécifique ;
3. un « statut des personnes » pour les habitants de Gibraltar, garanti par les Nations unies, protégeant leurs intérêts économiques, sociaux et culturels à Gibraltar et dans le reste de l'Espagne, y compris leur nationalité britannique, une « formule administrative appropriée » devant également être accepté.

Cette offre du gouvernement espagnol a peu de chances d'être acceptée par les habitants de Gibraltar. En effet, l'Espagne franquiste est loin d'accorder autant de libertés individuelles à ses citoyens que le gouvernement britannique. L'économie espagnole est également très en retard, surtout comparée au niveau de vie des Gibraltariens, qui sont par ailleurs farouchement opposés à l'idée d'une quelconque souveraineté espagnole sur le rocher.[réf. nécessaire]
Le référendum propose les deux options suivantes :
1. Un passage sous souveraineté espagnole en conformité avec les conditions proposées par le gouvernement espagnol au gouvernement le 18 mai 1966, ou
2. La préservation des liens avec la Grande-Bretagne, qui conserve ses responsabilités présentes aux côtés d'institutions locales démocratiques.

## Résultats

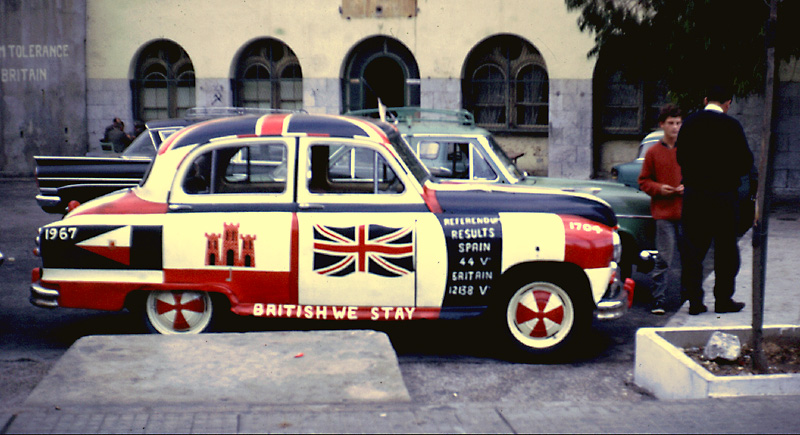
Une voiture décorée aux résultats du référendum.

| Choix                              | Votes  | %     |
| ---------------------------------- | ------ | ----- |
| Souveraineté britannique           | 12 138 | 99,64 |
| Souveraineté espagnole             | 44     | 0,36  |
| Votes blancs et nuls               | 55     | –     |
| Total                              | 12 237 | 100   |
| Électeurs inscrits / Participation | 12 672 | 95,67 |
| Source : Direct Democracy          |        |       |

## Conséquences
Une nouvelle constitution (en) est adoptée en 1969. La fête nationale de Gibraltar (en) est célébrée chaque 10 septembre depuis 1992 en commémoration de ce premier référendum.